# Dead Vlei

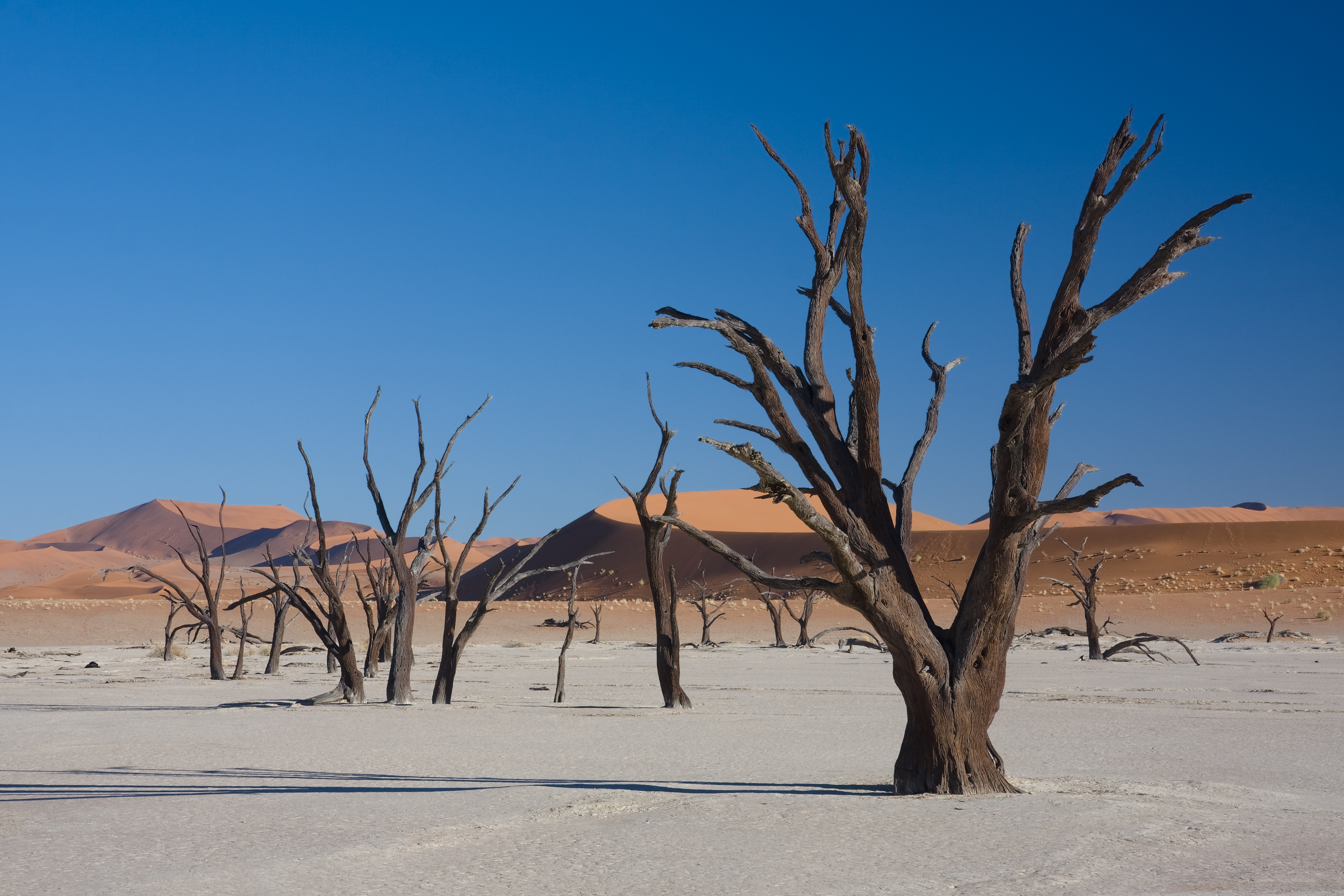
Os troncos das acácias mortas.

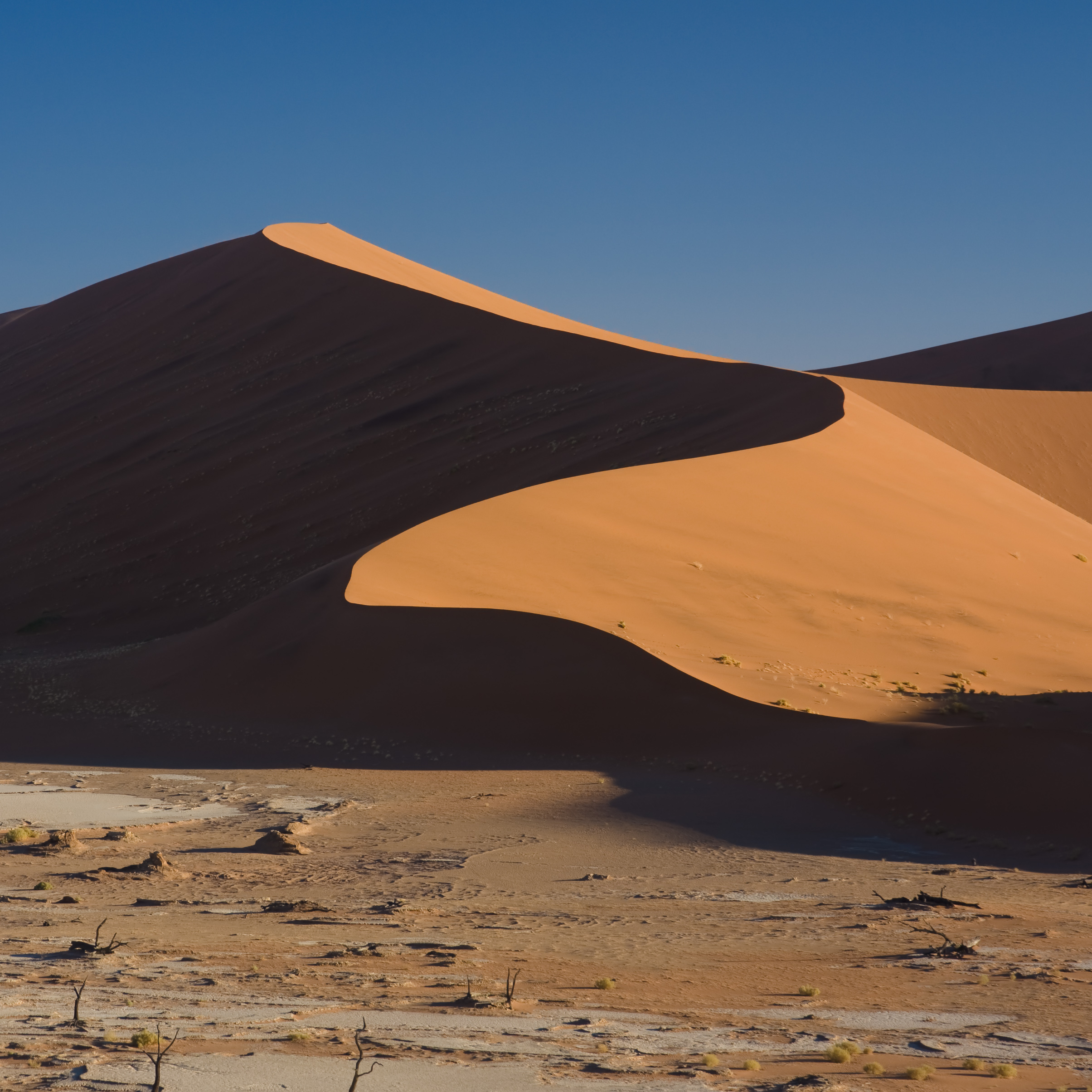
Enormes dunas de areia que cercam Dead Vlei.

Deadvlei é considerada como uma “bacia de argila branca”, localizada dentro do Parque Namib-Naukluft, na Namíbia. Também escrito como DeadVlei ou simplesmente Deadvlei, este nome significa algo parecido com “charco morto” (do Inglês dead, e do Africâner vlei, um lago ou pântano entre dunas). O local é conhecido ainda como Dooie Vlei, que é seu nome completo em Africâner, além de presumivelmente o original.
Dead Vlei vem sendo aclamada por estar circundada pelas maiores dunas de areia do mundo, em que a maior delas, conhecida como “Big Daddy” ou “Crazy Dune”, chega a alcançar a estonteante altura de 300 a 400 metros. Entretanto, quanto a este tópico ainda há longas discussões; sabe-se apenas que Dead Vlei possui algumas das maiores dunas conhecidas, mas não se de fato Big Daddy é a maior do mundo. Quanto ao solo de argila branca, este foi formado após uma grande precipitação, quando o rio Tsauchab inundou formando rasas e temporárias piscinas, onde a abundância de água permitiu a uma espécie de acácias (Acacia erioloba) a se desenvolver. Porém, a ocorrência de algumas mudanças climáticas fez com que dunas de areia invadissem a área junto ao rio, impedindo que este chegasse à região. Isto, portanto, ocasionou uma grande aridez, e transformou o local no que hoje é conhecido como Dead Vlei.
As árvores então morreram, por não haver mais água suficiente para sua sobrevivência. No entanto, há ainda algumas espécies de plantas que permanecem na região, tais como a salsola e como moitas de nara (nome local dado a uma espécie de melão originário apenas da Namíbia), adaptadas a viver somente com a névoa da manhã e com raríssimas precipitações. Os esqueletos remanescentes das árvores, que se acredita terem por volta de 900 anos de idade, agora são negros pela intensa exposição ao sol. Estando aparentemente petrificada, a madeira destas árvores não se decompõe pelo simples fato de estar seca por completo.
Durante sua estada na Namíbia para um trabalho à revista National Geographic, o fotógrafo Frans Lating conseguiu capturar uma imagem que rapidamente espalhou o nome de Dead Vlei ao redor do globo. Esta fotografia ganhou tamanha fama graças à natureza da luz que se revela no filme fotográfico; devido a ela, a paisagem toma um ar surreal, chegando a se assemelhar muito mais a uma pintura.

## Leituras
- Lancaster, Nicholas (2002). «How dry was dry? — Late Pleistocene Palaeoclimates in the Namib Desert». Quaternary Science Reviews. 21 (7): 769–82. doi:10.1016/S0277-3791(01)00126-3